# Mesaphorura pongei
Mesaphorura pongei är en urinsektsart som beskrevs av Josef Rusek 1982. Mesaphorura pongei ingår i släktet Mesaphorura, och familjen blekhoppstjärtar. Arten är reproducerande i Sverige.